# Lista de municípios da Paraíba por densidade demográfica

Mapa dos municípios paraibanos por densidade demográfica.
> 500 hab/km²
400-500 hab/km²
300-400 hab/km²
200-300 hab/km²
150-200 hab/km²
100-150 hab/km²
50-100 hab/km²
25-50 hab/km²
0-25 hab/km²

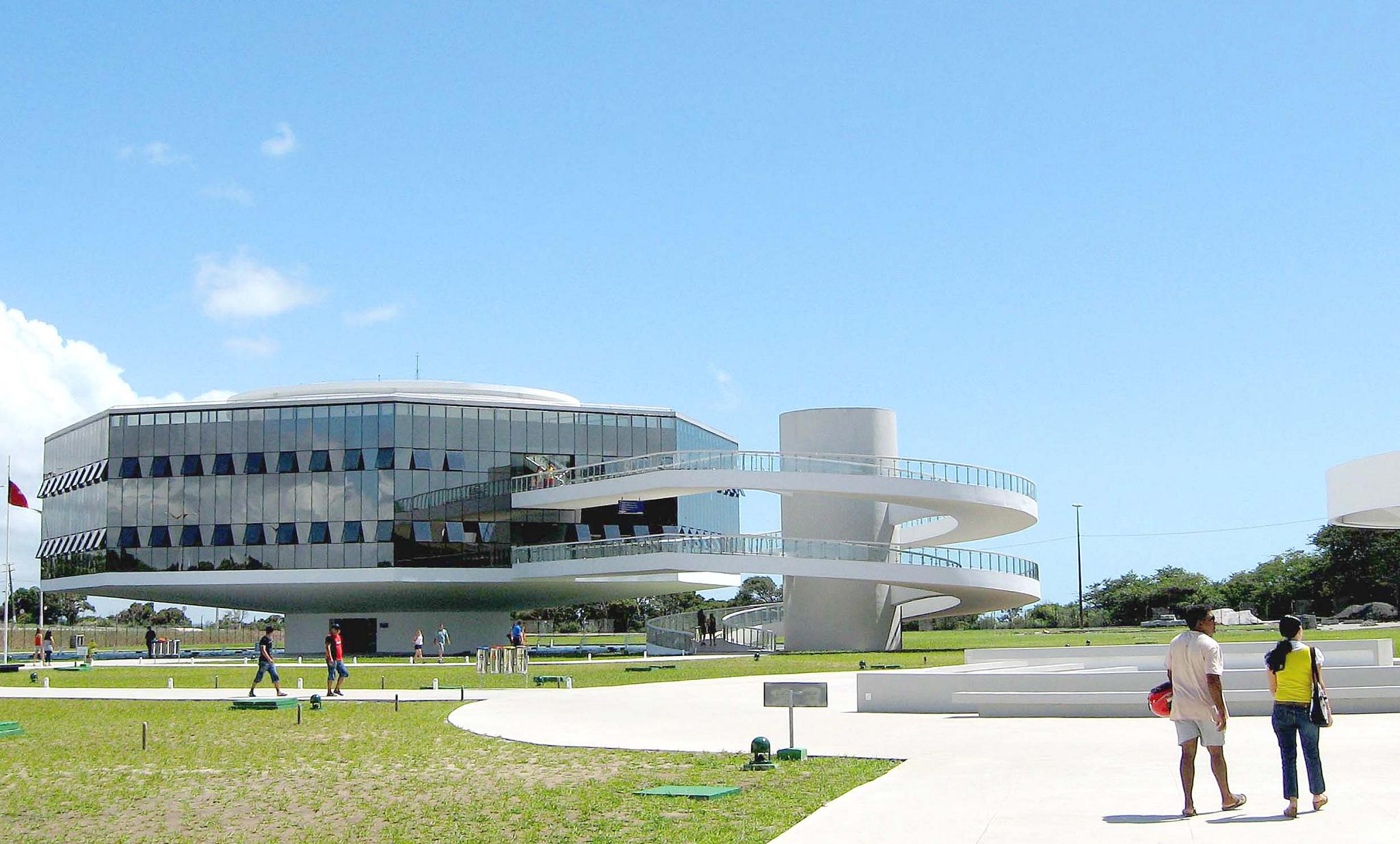
João Pessoa, a capital, possui a maior densidade do estado.

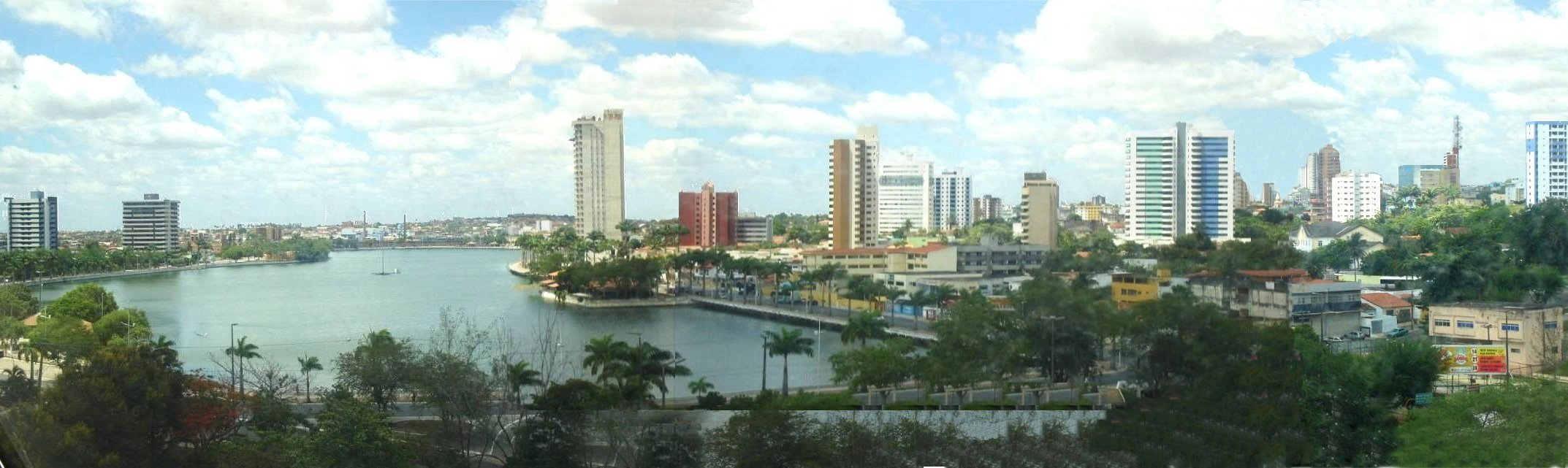
Campina Grande ocupa a quarta posição entre as maiores densidades da Paraíba.

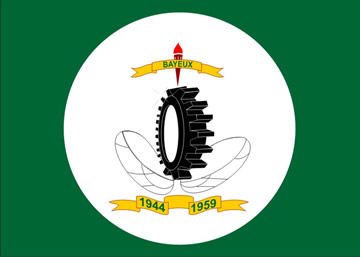
Espremida entre João Pessoa e Santa Rita com um minúsculo território apesar de ter o mesmo tamanho de Patos, Bayeux (Bandeira) há pouco tempo ainda era a maior densidade do estado, hoje ocupa a segunda posição.

Pela grande área e reduzida população, os municípios do Cariri apresentam as menores densidades. No detalhe, área de São João do Tigre, maior vazio demográfico da Paraíba.

Esta é uma Lista dos 223 municípios do estado da Paraíba por densidade populacional. Foi baseada tomando-se dados oficiais do IBGE. Notar o claro padrão geológico do mapa onde as zonas geofísicas de desgaste mais antigo e maior umidade concentram os habitantes, com destaque para o extremo leste, Brejos (Alto Setentrional, Alto Meridional, Baixo Oriental e Baixo Meridional), Agreste na zona campinense e secundariamente o alto Sertão Setentrional na zona do encontro das sub-bacias afluentes do Açú.
A densidade média total da Paraíba é de aproximadamente cerca de 66,80 habitantes por quilômetro quadrado, o que a mantem no top 10 dentre os mais povoados territórios dentre as UFs, mais povoada que estados maiores que ela (a razão para tal é histórica, já que por ter sido uma das zonas mais prósperas por séculos acabou atraindo mais colonos e sua descendência com nativas e cia a despeito da emigração pelo geo-centralismo macroeconômico imposto pela ditadura, principalmente entre Médici e o seu posterior na segunda metade do século XX que subsidiava zonas do país em detrimento de outras pois o modelo desenvolvimentista se baseava no plágio daquele verificado dentre os países em que uma zona mais desenvolvida depende de certos factores em zonas menos desenvolvidas só que neste caso ambas as zonas estavam num mesmo país e este preteriu um filho (estado, condado, et cetera) seu para beneficiar outro (e isto mesmo quando se analisa membros de um mesmo grupo majoritário a exemplo dos hispânicos de casta comum). Basta ver que estados como o PR que no primeiro Censo apareciam menores que a PB, hoje são quase 3 vezes maiores.
| #   | Município                      | Densidade |
| --- | ------------------------------ | --------- |
| 107 | Agua Branca                    | 42,82     |
| 190 | Aguiar                         | 16,04     |
| 55  | Alagoa Grande                  | 88,85     |
| 18  | Alagoa Nova                    | 161,03    |
| 19  | Alagoinha                      | 159,38    |
| 186 | Alcantil                       | 17,11     |
| 210 | Algodão de Jandaíra            | 10,67     |
| 50  | Alhandra                       | 98,48     |
| 185 | Amparo                         | 17,12     |
| 134 | Aparecida                      | 33,50     |
| 67  | Araçagi                        | 74,97     |
| 21  | Arara                          | 142,39    |
| 66  | Araruna                        | 76,86     |
| 56  | Areia                          | 88,36     |
| 176 | Areia de Baraúnas              | 20,00     |
| 12  | Areial                         | 190,34    |
| 93  | Aroeiras                       | 50,93     |
| 148 | Assunção                       | 27,84     |
| 64  | Baía da Traição                | 78,18     |
| 59  | Bananeiras                     | 84,24     |
| 60  | Baraúna                        | 83,47     |
| 184 | Barra de Santa Rosa            | 17,16     |
| 168 | Barra de Santana               | 22,13     |
| 215 | Barra de São Miguel            | 9,43      |
| 2   | Bayeux                         | 3121,99   |
| 16  | Belém                          | 170,17    |
| 203 | Belém do Brejo do Cruz         | 11,84     |
| 80  | Bernardino Batista             | 60,58     |
| 105 | Boa Ventura                    | 43,52     |
| 199 | Boa Vista                      | 13,05     |
| 94  | Bom Jesus                      | 50,57     |
| 153 | Bom Sucesso                    | 27,33     |
| 101 | Bonito de Santa Fé             | 47,33     |
| 114 | Boqueirão                      | 39,75     |
| 10  | Borborema                      | 196,73    |
| 136 | Brejo do Cruz                  | 32,90     |
| 77  | Brejo dos Santos               | 62,30     |
| 24  | Caaporã                        | 135,19    |
| 201 | Cabaceiras                     | 12,58     |
| 3   | Cabedelo                       | 1846,43   |
| 88  | Cachoeira dos Índios           | 55,21     |
| 191 | Cacimba de Areia               | 15,26     |
| 53  | Cacimba de Dentro              | 92,32     |
| 100 | Cacimbas                       | 47,67     |
| 84  | Caiçara                        | 57,26     |
| 48  | Cajazeiras                     | 99,47     |
| 211 | Cajazeirinhas                  | 10,54     |
| 47  | Cajá/Caldas Brandão            | 100,93    |
| 214 | Camalaú                        | 9,53      |
| 4   | Campina Grande                 | 618,63    |
| 106 | Campo de Santana               | 43,13     |
| 70  | Capim                          | 71,65     |
| 218 | Caraúbas                       | 7,84      |
| 137 | Carrapateira                   | 32,67     |
| 131 | Casserengue                    | 35,05     |
| 217 | Catingueira                    | 9,09      |
| 90  | Catolé do Rocha                | 51,98     |
| 119 | Caturité                       | 38,42     |
| 141 | Conceição                      | 31,70     |
| 165 | Condado                        | 23,43     |
| 32  | Conde                          | 123,56    |
| 187 | Congo                          | 17,06     |
| 113 | Coremas                        | 39,84     |
| 192 | Coxixola                       | 14,87     |
| 61  | Cruz do Espírito Santo         | 83,11     |
| 95  | Cubati                         | 50,08     |
| 154 | Cuité                          | 27,00     |
| 86  | Cuité de Mamanguape            | 56,42     |
| 14  | Cuitegi                        | 175,29    |
| 79  | Curral de Cima                 | 61,22     |
| 195 | Curral Velho                   | 13,87     |
| 102 | Damião                         | 44,64     |
| 103 | Desterro                       | 44,55     |
| 162 | Diamante                       | 24,58     |
| 62  | Dona Inês                      | 79,40     |
| 22  | Duas Estradas                  | 137,94    |
| 196 | Emas                           | 13,77     |
| 13  | Esperança                      | 188,13    |
| 72  | Fagundes                       | 70,09     |
| 202 | Frei Martinho                  | 12,00     |
| 104 | Gado Bravo                     | 43,53     |
| 5   | Guarabira                      | 333,78    |
| 112 | Gurinhém                       | 40,08     |
| 216 | Gurjão                         | 9,20      |
| 160 | Ibiara                         | 24,67     |
| 140 | Igaracy                        | 32,02     |
| 123 | Imaculada                      | 36,21     |
| 75  | Ingá                           | 63,13     |
| 39  | Itabaiana                      | 111,85    |
| 96  | Itaporanga                     | 49,55     |
| 36  | Itapororoca                    | 116,31    |
| 110 | Itatuba                        | 41,77     |
| 89  | Jacaraú                        | 55,02     |
| 108 | Jericó                         | 42,02     |
| 1   | João Pessoa                    | 3400,82   |
| 130 | Joca Claudino                  | 35,33     |
| 54  | Juarez Távora                  | 90,31     |
| 126 | Juazeirinho                    | 35,88     |
| 116 | Junco do Seridó                | 38,98     |
| 27  | Juripiranga                    | 129,87    |
| 163 | Juru                           | 24,33     |
| 158 | Lagoa                          | 26,31     |
| 58  | Lagoa de Dentro                | 87,21     |
| 6   | Lagoa Seca                     | 238,09    |
| 149 | Lastro                         | 27,67     |
| 150 | Livramento                     | 27,53     |
| 45  | Logradouro                     | 103,74    |
| 26  | Lucena                         | 131,54    |
| 189 | Mãe D'Água                     | 16,49     |
| 125 | Malta                          | 35,93     |
| 31  | Mamanguape                     | 124,16    |
| 145 | Manaíra                        | 30,52     |
| 78  | Marcação                       | 61,93     |
| 23  | Mari                           | 136,66    |
| 51  | Marizópolis                    | 97,04     |
| 76  | Massaranduba                   | 62,60     |
| 111 | Mataraca                       | 40,11     |
| 38  | Matinhas                       | 112,46    |
| 138 | Mato Grosso                    | 32,35     |
| 71  | Matureia                       | 70,95     |
| 74  | Mogeiro                        | 64,39     |
| 11  | Montadas                       | 192,52    |
| 117 | Monte Horebe                   | 38,81     |
| 143 | Monteiro                       | 31,16     |
| 99  | Mulungu                        | 48,48     |
| 91  | Natuba                         | 51,53     |
| 121 | Nazarezinho                    | 38,02     |
| 8   | Nova Floresta                  | 215,96    |
| 69  | Nova Olinda                    | 72,05     |
| 194 | Nova Palmeira                  | 14,06     |
| 205 | Olho d'Água                    | 11,63     |
| 206 | Olivedos                       | 11,41     |
| 167 | Ouro Velho                     | 22,63     |
| 212 | Parari                         | 9,78      |
| 177 | Passagem                       | 19,96     |
| 9   | Patos                          | 212,82    |
| 174 | Paulista                       | 20,39     |
| 135 | Pedra Branca                   | 32,95     |
| 170 | Pedra Lavrada                  | 21,25     |
| 73  | Pedras de Fogo                 | 67,52     |
| 63  | Pedro Régis                    | 78,30     |
| 151 | Piancó                         | 27,38     |
| 152 | Picuí                          | 27,34     |
| 42  | Pilar                          | 109,29    |
| 43  | Pilões                         | 108,27    |
| 34  | Pilõezinhos                    | 117,43    |
| 28  | Pirpirituba                    | 128,96    |
| 29  | Pitimbu                        | 124,81    |
| 157 | Pocinhos                       | 26,48     |
| 118 | Poço Dantas                    | 38,58     |
| 115 | Poço de José de Moura          | 39,40     |
| 124 | Pombal                         | 36,12     |
| 175 | Prata                          | 20,07     |
| 83  | Princesa Isabel                | 57,84     |
| 15  | Puxinanã                       | 175,16    |
| 46  | Queimadas                      | 101,68    |
| 209 | Quixabá                        | 10,84     |
| 49  | Remígio                        | 98,78     |
| 127 | Riachão                        | 35,75     |
| 40  | Riachão do Bacamarte           | 111,13    |
| 44  | Riachão do Poço                | 106,58    |
| 182 | Riacho de Santo Antônio        | 18,86     |
| 142 | Riacho dos Cavalos             | 31,49     |
| 98  | Rio Tinto                      | 49,36     |
| 180 | Salgadinho                     | 19,04     |
| 82  | Salgado de São Félix           | 59,28     |
| 146 | Santa Cecília                  | 29,23     |
| 144 | Santa Cruz                     | 30,79     |
| 159 | Santa Helena                   | 25,53     |
| 208 | Santa Inês                     | 10,91     |
| 139 | Santa Luzia                    | 32,29     |
| 17  | Santa Rita                     | 164,53    |
| 200 | Santa Terezinha                | 12,80     |
| 197 | Santana de Mangueira           | 13,26     |
| 172 | Santana dos Garrotes           | 20,54     |
| 204 | Santo André                    | 11,72     |
| 171 | São Bentinho                   | 21,12     |
| 30  | São Bento                      | 124,31    |
| 188 | São Domingos de Pombal         | 16,85     |
| 207 | São Domingos do Cariri         | 11,06     |
| 129 | São Francisco                  | 35,39     |
| 222 | São João do Cariri             | 6,18      |
| 120 | São João do Rio do Peixe       | 38,35     |
| 223 | São João do Tigre              | 5,39      |
| 169 | São José da Lagoa Tapada       | 22,13     |
| 133 | São José de Caiana             | 34,08     |
| 221 | São José de Espinharas         | 6,56      |
| 147 | São José de Piranhas           | 28,18     |
| 155 | São José de Princesa           | 26,70     |
| 164 | São José do Bonfim             | 24,00     |
| 220 | São José do Brejo do Cruz      | 6,66      |
| 178 | São José do Sabugi             | 19,38     |
| 213 | São José dos Cordeiros         | 9,54      |
| 87  | São José dos Ramos             | 56,07     |
| 193 | São Mamede                     | 14,60     |
| 68  | São Miguel de Taipu            | 72,37     |
| 7   | São Sebastião de Lagoa de Roça | 221,35    |
| 219 | São Sebastião do Umbuzeiro     | 7,03      |
| 20  | Sapé                           | 158,78    |
| 122 | Seridó                         | 37,00     |
| 183 | Serra Branca                   | 17,55     |
| 41  | Serra da Raiz                  | 110,56    |
| 128 | Serra Grande                   | 35,64     |
| 33  | Serra Redonda                  | 123,18    |
| 52  | Serraria                       | 95,42     |
| 25  | Sertãozinho                    | 133,99    |
| 35  | Sobrado                        | 116,63    |
| 37  | Solânea                        | 114,61    |
| 161 | Soledade                       | 24,63     |
| 173 | Sossêgo                        | 20,50     |
| 65  | Sousa                          | 78,04     |
| 179 | Sumé                           | 19,10     |
| 166 | Taperoá                        | 23,34     |
| 81  | Tavares                        | 59,39     |
| 57  | Teixeira                       | 87,96     |
| 156 | Tenório                        | 26,69     |
| 109 | Triúnfo                        | 41,94     |
| 97  | Uiraúna                        | 49,52     |
| 92  | Umbuzeiro                      | 51,14     |
| 198 | Várzea                         | 13,15     |
| 132 | Vieirópolis                    | 34,37     |
| 85  | Vista Serrana                  | 57,12     |
| 181 | Zabelê                         | 18,97     |